# 原皇后
原皇后(げんこうごう、生没年不詳) は清朝宗室（愛新覚羅氏）の遠祖とされる清肇祖孟特穆の妻で、清の開祖ヌルハチの先祖。
孟特穆の妻であったこと以外はほとんどわかっていない。
順治五年（1648年）に順治帝が孟特穆を肇祖原皇帝として追封した際に、同時に原皇后と諡号された。

## 伝記資料
- 『清史稿』
- 『満洲実録』